# Federația Internațională de Haltere
Federația Internațională de Haltere (în engleză International Weightlifting Federation, acronim IWF), este organismul internațional de conducere al sportului de haltere, recunoscut de Comitetul Olimpic Internațional (CIO).

## Președinți
Mai jos este lista președinților din 1905:
| Nr. | Ani       | Nume                    | Țară                       |
| --- | --------- | ----------------------- | -------------------------- |
| 1   | 1905–1912 | Comisie fară președinte |                            |
| 2   | 1912-1920 | Péter Tatics            | Ungaria                    |
| 3   | 1920–1923 | Jules Rosset            | Franța                     |
| 4   | 1923–1924 | Willem J. M. Lindem     | Țările de Jos              |
| 5   | 1924–1937 | Jules Rosset            | Franța                     |
| 6   | 1937–1941 | Willem J. M. Lindem     | Țările de Jos              |
| 7   | 1941–1946 | Vacant                  |                            |
| 8   | 1946–1952 | Jules Rosset            | Franța                     |
| 9   | 1952      | Dietrich Wortmann       | Statele Unite ale Americii |
| 10  | 1952–1960 | Bruno Nyberg            | Finlanda                   |
| 11  | 1960–1972 | Clarence H. Johnson     | Țările de Jos              |
| 12  | 1972–2000 | Gottfried Schödl        | Austria                    |
| 13  | 2000–2020 | Tamás Aján              | Ungaria                    |
| 14  | 2022–1941 | Mohamed Hassan Jaloud   | Irak                       |